# SMS Augsburg
SMS Augsburg («Аугсбург») — лёгкий крейсер типа «Кольберг» германских имперских ВМС (Кайзерлихмарине), участник Первой мировой войны. Кроме него было ещё три корабля класса Кольберг: «Кольберг», «Майнц» и «Кёльн».

## История
«Аугсбург» был построен на имперской верфи в г. Киль. Корпус был заложен в 1908 году и спущен на воду в июле 1909 года. В октябре 1910 года «Аугсбург» вошёл в состав Флота открытого моря (Гохзеефлотте). Был вооружён главной батареей из двенадцати 10,5 см скорострельных орудий SK L/45. Максимальная скорость составляла 25,5 узлов (47,2 км/ч).
После ввода в строй «Аугсбург» служил в мирное время сначала как корабль проверки торпед, потом как учебный корабль артиллеристов. С началом Первой мировой войны он был направлен на Балтику, где и провёл всю войну. 2 августа 1914 года он участвовал в операции, приведшей к первому боестолкновению с российским флотом. Участвовал в сражении в Рижском заливе (август 1915), операции «Альбион» (октябрь 1917) и в множестве мелких боёв в ходе войны. В январе 1915 года подорвался на мине, но был восстановлен через несколько месяцев.
В конце войны «Аугсбург» был передан Японии в качестве военного приза. Считается что корабль был продан японцами на металлолом в 1922 году. В 2017 году в ходе экспедиции Русского географического общества на остров Матуа было найдено затонувшее судно немецкой постройки, с которого подняли небольшую табличку с надписью AUGSBURG. Было высказано предположение что найденное судно имеет какую то связь с SMS Augsburg.

## Конструкция
«Аугсбург» был предназначен для замены безбронного крейсера «Шпербер». Корпус был заложен по контракту «Эрзац Шпербер» в 1908 году на кайзеровской верфи (Kaiserliche Werft) в г. Киль. 10 июля 1909 года корпус был спущен на воду, после чего начались работы по достройке корабля. 1 октября 1910 года корабль вошёл в состав Гохзеефлотте. Был 130,5 м длиной, 14 м шириной, имел осадку в 5,45 м, водоизмещение в 4915 т при полной боевой загрузке. Двигательная установка состояла из двух установок паровых турбин системы Парсонса, приводящих в действие четыре 2,25 м винта. Индикаторная мощность составляла 19 тыс. лошадиных сил (13 974 кВт). Пар для машины образовывался в пятнадцати водотрубных паровых котлах военно-морского типа, топливом для которых служил уголь. «Аугсбург» развивал скорость в 25,5 узлов (47,2 км/ч). Крейсер мог нести 940 тонн угля, что обеспечивало дальность плавания в 3500 морских миль (6500 км) на скорости в 14 узлов (26 км/ч). Экипаж крейсера состоял из 18 офицеров и 349 матросов.
Вооружение крейсера составляли двенадцать 105 мм скорострельных орудий системы SK L/45 на одиночных опорах, Два орудия были размещены рядом на носу, восемь вдоль бортов по четыре на каждом борту и два бок о бок на корме. В 1916-17 годах орудия были заменены на шесть орудий SK L/45 калибра 15 см. Также крейсер нёс четыре противовоздушных орудия SK L/55 калибра 5,2 см, в 1918 году они были заменены на пару из двух противовоздушных орудий SK L/45 калибра 8,8 см. Помимо артиллерийского вооружения крейсер нёс два 450-мм подводных торпедных аппарата. Аппараты были установлены в корпусе судна под водой. В 1918 году на палубе была установлена пара торпедных аппаратов калибра 50 см. Крейсер также мог нести сто морских мин. Толщина стен рубки составляла 100 мм, палуба была прикрыта тонкой бронеплитой 40 мм толщины.

## Служба

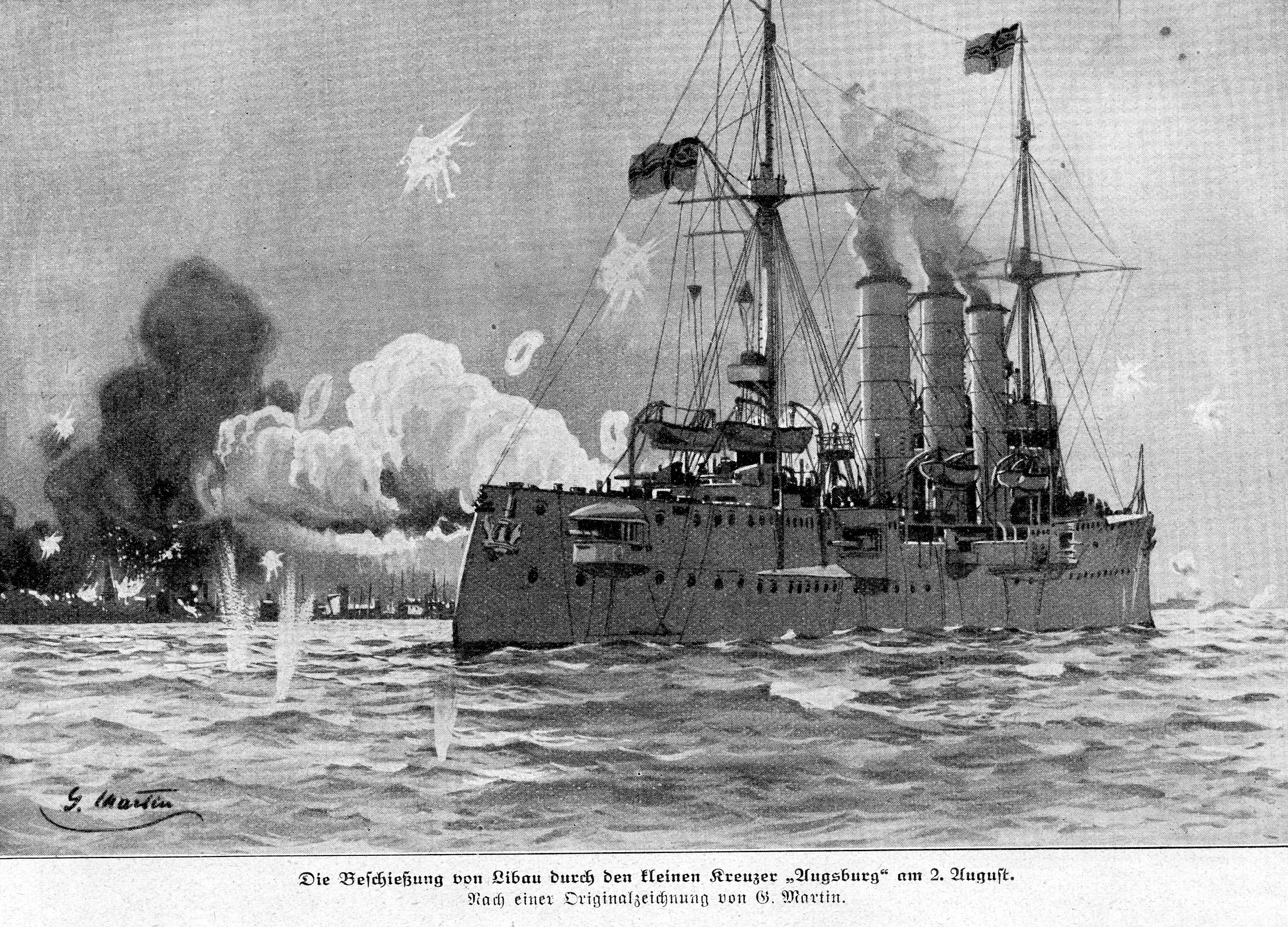
Beschießung der russischen Hafenstadt Libau am 2. August 1914 durch den Kleinen Kreuzer SMS AUGSBURG. Illustrierte Geschichte des Weltkrieges 1914-15. 1914 1915

После ввода в строй «Аугсбург» использовался как корабль для проверки торпед. В 1912 году корабль был переведён на артиллерийскую подготовку. 20 мая 1914 года крейсер посетил г. Данди с визитом вежливости. Лорд-мэр лично приветствовал капитана Фишера и его экипаж, «было продемонстрировано великое дружелюбие». В августе 1914 корабль получил назначение на Балтику, где перешёл под команду контр-адмирала Роберта Мишке (Robert Mischke). 2 августа «Аугсбург» поставил минное поле у российской бухты Либава, в то время как «Магдебург» обстреливал порт. Минное поле, установленное «Аугсбургом», было недостаточно размечено и затрудняло действия немцев ещё больше чем усилия противника. В дальнейшем «Аугсбург» и другие лёгкие корабли балтийских сил провели серию обстрелов российских позиций. 17 августа «Аугсбург», «Магдебург», три эсминца и минный заградитель «Дойчланд» наткнулись на пару мощных российских броненосных крейсеров «Адмирал Макаров» и «Громобой». Российский командующий ошибочно предположил, что в германской эскадре присутствуют германские броненосные крейсера «Роон» и «принц Хейнрих» отказался от атаки и обе эскадры отступили.
В сентябре лёгкие силы на Балтике были усилены 4-й боевой эскадрой, состоявшей из старых линкоров классов «Брауншвейг» и «Виттельсбах» и большим броненосным крейсером «Блюхер». 3 сентября объединённые германские силы предприняли операцию на Балтике. В ходе операции «Аугсбург» заметил российские крейсера «Паллада» и «Баян». «Аугсбург» попытался подманить российские крейсера ближе к «Блюхеру», но те не клюнули на приманку и отступили. 7 сентября «Аугсбург» и торпедный катер V25 отправились в Ботнический залив и потопили российский пароход у Раумо. 9 сентября германский флот вернулся в порты. В ночь с 24 на 25 января «Аугсбург» наткнулся на российское минное поле у острова Борнхольм и подорвался на мине. Экипажу удалось сохранить корабль на плаву и его отбуксировали в порт для ремонта.
«Аугсбург» вернулся к службе в апреле 1915 года и приступил к масштабной операции против Либавы. Германское командование планировало захват порта в качестве отвлекающего манёвра в связи с главным германо-австрийским наступлением по линии Горлице-Тарнув. Операция потребовала поддержки флота и командование выделило корабль береговой обороны «Беовульф», три броненосных крейсера, три лёгких крейсера (включая «Аугсбург») и большое количество торпедных катеров и минных заградителей. Вдобавок для усиления в Северное море была отправлены 4-я разведывательная эскадра, состоявшая из четырёх лёгких крейсеров и двадцати одного торпедного катера. В мае германская армия захватила Либаву, которая впоследствии стала передовой базой для германского флота. В этом же месяце германский флот предпринял новую операцию: «Аугсбург» и «Любек» должны были поставить минное поле у входа в Финский залив. Однако нападение подлодки на крейсер «Тетис» вынудило германское военно-морское командование свернуть операцию.
1 июня «Аугсбург», «Роон», «Любек» и семь торпедных катеров экскортировали минный заградитель SMS Albatross, пока тот закладывал минное поле у островка Богскар. На «Аугсбурге» поднял свой флаг командующий операцией флагман коммодор Иоганн фон Карпф. По завершении минной постановки Карпф отправил радиосообщение штабу о выполнении операции и пошёл в порт. Это сообщение было перехвачено российской стороной, российское командование решило перехватить германские корабли. На перехват вышли пять российских броненосных крейсера. Незадолго до встречи с российской эскадрой фон Карпф разделил эскадру: «Аугсбург», «Альбатрос» и три торпедных катера пошли к мысу Рихсхоф, другие корабли направились в Либаву. 2 июня после 6.30 дозорные на «Аугсбурге» заметили российские корабли. Фон Карпф приказал «Альбатросу» с его более низкой скоростью хода искать убежища в нейтральных шведских водах, а «Аугсбургу» и торпедным катерам уходить от противника на высокой скорости. В последующем сражении «Альбатрос» сел на мель в шведских водах. Российские корабли повернули, чтобы вступить в бой со второй германской эскадрой, но бой с «Аугсбургом» и «Альбатросом» сильно исчерпал боезапас российской эскадры, и она вышла из боя.
В ночь на 29 июня российская подлодка «Окунь» (типа «Касатка») выпустила две торпеды по крейсеру «Аугсбург», но промахнулась. В августе 1915 года «Аугсбург» был придан силам, участвовавшим в битве за Рижский залив. Мощное соединение Гохзеефлотте, включая восемь дредноутов и три крейсера попыталось очистить Рижский залив от российских сил. 16 августа «Аугсбург» принял участие во второй атаке, которую возглавили дредноуты «Нассау» и «Позен». В ночь на 19 августа «Аугсбург» повстречал две российские канонерки: «Сивуч» и «Кореец». «Аугсбург» и «Позен» потопили «Сивуч», а «Корейцу» удалось уйти. Российские надводные силы отошли к острову Моон, опасность со стороны российских подлодок и мин, всё ещё находящихся в Рижском заливе вынудила немцев отступить. 13 октября неизвестная подлодка выпустила торпеду по «Аугсбургу», но торпеда прошла мимо цели. В сентябре 1916 года «Аугсбург» участвовал в попытке прорваться в Рижский залив через Ирбенский пролив, однако россияне оказали упорное сопротивление (основную роль сыграл старый линкор «Слава»), что вынудило немцев отступить.
В ноябре 1917 года «Аугсбург» принял участие в операции «Альбион». «Аугсбург» был придан четвёртой разведывательной группе, вместе с лёгкими крейсерами «Страсбург» и «Кольберг» (систер-шип «Аугсбурга») . 14 октября 1917 года в 06.00 три корабля вышли из Либаву, чтобы прикрыть траление мин в Рижском заливе. Их обстреляли российские 300 мм береговые орудия и вынудили их отойти. Тем не менее, к 08.45 корабли встали на якоря у Михайловской банки и тральщики начали прокладывать проходы через минные поля. Через два дня «Аугсбург» присоединился к дредноутам «Кёниг» и «Кронпринц» в ходе зачистки Рижского залива. В то время как линкоры вступили в бой с российскими силами, «Аугсбург» наблюдал за захватом Аренсбурга.
Согласно условиям перемирия, закончившего войну, «Аугсбург» и остаток германского флота не интернированные в Скапа-Флоу вернулись в германские порты и были разоружены Согласно условиям последующего Версальского договора «Аугсбург» попал в список кораблей предназначенных для передачи союзникам, крейсер должен быть разоружен, но орудия остались на борту. 3 сентября 1920 года «Аугсбург» под именем «Y» был передан Японии в качестве военного приза. Но японцы не нашли применения кораблю и он был сломан на металл в Дордрехте в 1922 году.